# 親衛隊作戦本部
親衛隊作戦本部（ドイツ語：SS-Führungshauptamt、略称SS-FHA）は、国民社会主義ドイツ労働者党の親衛隊（SS）の機関。12ある親衛隊の本部（Hauptamt）の1つ。武装親衛隊を統括する組織であった。

## 沿革
1936年10月1日、親衛隊特務部隊（武装親衛隊の前身）を監督する機関としてパウル・ハウサーを長とする親衛隊特務部隊総監府(Inspektorat der SS-Verfügungstruppe)が親衛隊本部(SS-Hauptamt)の下に創設された。
1939年11月末に親衛隊全国指導者ハインリヒ・ヒムラーは公式に武装親衛隊の発足を宣言した。これを受けて1940年6月1日に親衛隊特務部隊総監府は武装親衛隊司令部（Kommandoamt-Waffen SS）に改組された。この際に武装親衛隊司令部は親衛隊本部から独立した。
さらに親衛隊本部の中の募兵担当以外の部署が親衛隊本部から切り離されて、1940年8月15日に武装親衛隊司令部と統合されて親衛隊作戦本部が創設された。その任務は「武装親衛隊の作戦指導と一般親衛隊の入営前・退役後の指導・教育」とされた。ただし武装親衛隊の戦場における作戦行動は実質的には国防軍が指揮権を握っていた。作戦本部は戦場以外における武装親衛隊の指揮、また武装親衛隊への兵站や医療などを担っていた。また親衛隊の士官学校の運営も作戦本部が行っていた。強制収容所総監府(Inspekteur der Konzentrationslager)も親衛隊本部から作戦本部の指揮下へと移されており、1940年から1942年までの強制収容所の運営に責任を負う。強制収容所総監府は1942年3月16日に親衛隊経済管理本部の指揮下に移されている。

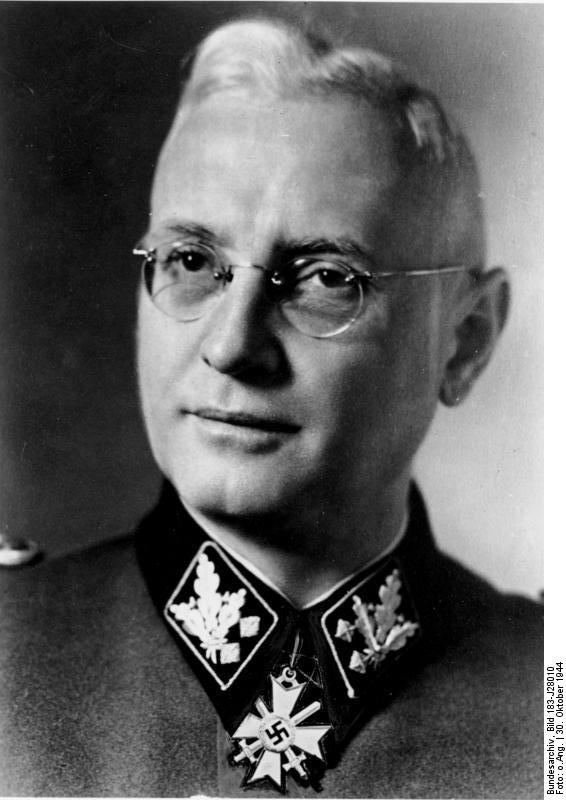
親衛隊作戦本部長ハンス・ユットナー親衛隊大将

はじめ暫定的にヒムラーが作戦本部の指揮をとっていたが、日常的な業務はハウサーの後任の武装親衛隊司令部幕僚長ハンス・ユットナーに委ねられていた。1943年1月30日にはユットナーが正式に作戦本部本部長となっている。ユットナーは軍人的経歴の持ち主であったので、武装親衛隊から政治色を取り除いて純然たる軍事組織へと一新する構想を抱いており、反軍的なテオドール・アイケ（髑髏師団師団長）などと争っていた。1942年11月には親衛隊人事本部長マクシミリアン・フォン・ヘルフ親衛隊大将が「ユットナー周辺グループは危険分子として監視を要する。彼らの思想はSSの精神とは無縁の物である。彼らは護衛部隊を志向し、それ以外の事は全く眼中にない」とヒムラーに警告の報告をしている。

## 本部長
- 親衛隊全国指導者ハインリヒ・ヒムラー（1940年8月15日 - 1943年1月30日）
- 親衛隊大将ハンス・ユットナー（1943年1月30日 - 1945年5月)

## 組織図
局集団A (Amtsgruppe A)

  組織・人事、供給 (Organisation, personal, versorgung)
- Amt I 一般親衛隊司令局（Kommandoamt der Allgemeinen-SS）
- Amt II 武装親衛隊司令局（Kommandoamt der Waffen-SS）
- Amt III 中央事務所（Zentralkanzlei）
- Amt IV  管理局（Verwaltungsamt）
- Amt V  人事局（Personalamt）
- Amt VI  旗手・運転手研修活動（Reit- und Fahrwesen）
- Amt VII  兵站理論活動（Nachschubwesen）
- Amt VIII  兵器局（Waffenamt）
- Amt IX  技術および機械開発（Technische Ausrüstung und Maschinen）
- Amt X  自動車管理活動（Kraftfahrzeugwesen）

局集団B (Amtsgruppe B)

  訓練(Ausbildung)
- Amt XI - 親衛隊士官学校含む士官訓練（Führer-Ausbildung mit SS-Junkerschulen）
- Amt XII - 親衛隊下士官訓練学校含む下士官訓練（Unterführer-Ausbildung mit SS-Unterführerschulen)

局集団C (Amtsgruppe C)

  検査(Inspektionen) 
- Insp. 2   歩兵部隊および山岳部隊（Infanterie- und Gebirgstruppen）
- Insp. 3   騎兵部隊（Kavallerie）
- Insp. 4   砲兵部隊（Artillerie）
- Insp. 5   エンジニア/技師（Pioniere/Techniker）
- Insp. 6   戦車部隊（Panzertruppen）
- Insp. 7   信号部隊 （Nachrichtentruppen）
- Insp. 8   戦線維持部隊（Feldzeug- und Instandsetzungstruppen）
- Insp. 9   修理サポート部隊（Versorgungstruppen）
- Insp. 10  待機乗用車部隊（Kraftfahrparktruppen）
- Insp. 11   不明
- Insp. 12   専門訓練 (Technische Lehrgänge)
- Insp. 13   対空砲 (Flakartillerie)

D局集団 (Amtsgruppe D)

  武装親衛隊の医療活動 (Sanitätswesen der Waffen-SS)
- Amt XIII - 管理 (Verwaltung)
- Amt XIV - 歯科 (Zahnwesen)
- Amt XV - 供給 (Versorgung)
- Amt XVI - 医療 (Ärztliche Behandlung)